# De tolv (modernistgrupp)
De tolv var en grupp modernistiska konstnärer som alla kom från Skåne, med undantag för Jules Schyl som var född i Danmark, och födda mellan 1880 och 1900. Medlemmarna slöt sig samman 1921 i Paris, där de hade studerat vid konstskolan Académie Colarossi. Flera av gruppens medlemmar hade också studerat för den franske konstnären André Lhôte. Namnet följde konstnärsgruppen "De åtta" med bland annat Isaac Grünewald, Sigrid Hjertén och Einar Jolin som hade bildats 1912. 
Gruppen gjorde sin första gemensamma utställning på Malmö museum 1924 och hade med den stora framgångar. År 2004 ställdes gruppen återigen ut på Malmö konstmuseum. År 1934 upplöstes De tolv.

## Medlemmar
- Albert Abbe
- Svante Bergh
- Tora Vega Holmström
- Johan Johansson
- Emil Johanson-Thor
- Ivar Johnsson
- Anders Jönsson
- Nils Möllerberg
- Emil Olsson
- Jules Schyl
- Pär Siegård
- Jürgen Wrangel
- Erik Jönsson, ersatte Wrangel 1925